# باشگاه فوتبال ریچموند کیکرز
ریچموند کیکرز یک باشگاه فوتبال حرفه‌ای آمریکایی مستقر در ریچموند، ویرجینیا است. کیکرز به عنوان عضوی از یواس‌ال۱ رقابت می‌کند. این باشگاه در سال ۱۹۹۳ تأسیس شد و در همان سال به عنوان یک تیم گسترش دهنده لیگ فوتبال بین منطقه‌ای ایالات متحده، که در آن زمان، سطح چهارم فوتبال در ایالات متحده بود، شروع به بازی کرد.